# Zakaz palenia
Zakaz palenia (oryg. No Smoking) – indyjski film, wyreżyserowany w 2007 przez Anurag Kashyapa, twórcę filmu Black Friday i wyprodukowanego przez Vishal Bhardwaja, twórcę filmu Omkara. W rolach głównych John Abraham, Ayesha Takia i Paresh Rawal. Film był kręcony w Mumbaju, Kazachstanie i na Syberii.

## Fabuła
Mumbaj. K (John Abraham) to zapatrzony w siebie próżny 30-latek nieliczący się z uczuciami ani swojej żony Anjali (Ayesha Takia) ani innych ludzi. Od ludzi oddziela go jego ego i dym papierosów, które pali jeden za drugim. Żona ma dość jego egoizmu. Opuszcza go. To zdarzenie porusza K zmuszając go do podjęcia decyzji o zmianie swojego życia. Chcąc przekonać Anjali do powrotu chce oduczyć się palenia. Idąc za radą swojego przyjaciela zgłasza się w mumbajskich slumsach do Baba Bengali Sealdahwale (Paresh Rawal), który skutecznie potrafi odzwyczajać ludzi od palenia. Ten zmusza go do podpisania kontraktu, zgodnie z którym, jeśli K zapali wbrew umowie papierosa, naraża na niebezpieczeństwo utraty zdrowia i życia swego brata, matkę, żonę, siebie. K trudno uwierzyć w prawdziwość zawartej umowy, ale wkrótce jego życie staje się koszmarem.

## Obsada
- John Abraham – K
- Ayesha Takia – Anjali / Honey (podwójna rola)
- Paresh Rawal – Baba Bengali Sealdahwale
- Ranvir Shorey – Abbas Tyerwalla
- Joy Fernandes – Alex
- Jesse Randhawa – gościnnie
- Bipasha Basu – gościnnie w piosence "Phook De"

## Piosenki
| Piosenkę                 | śpiewają                                        | do tekstu | czas trwania | uwagi |
| ------------------------ | ----------------------------------------------- | --------- | ------------ | ----- |
| Phook De (Club Mix)      | Rekha Bhardwaj                                  | Gulzar    | 5:15         |       |
| Kash Laga                | Sukhwinder Singh, Daler Mehndi, Vishal Bhardwaj | Gulzar    | 5:47         |       |
| Ash Tray                 | Deva Sengupta                                   | Gulzar    | 4:39         |       |
| Phook De                 | Sukhwinder Singh                                | Gulzar    | 5:55         |       |
| Jab Bhi Ciggaret (Trans) | Sunidhi Chauhan                                 | Gulzar    | 5:06         |       |
| Jab Bhi Ciggaret (Jazz)  | Adnan Sami                                      | Gulzar    | 5:03         |       |